# 볼프강 크라우저
볼프강 크라우저 폰 슈트로하임(Wolfgang Krauser Von Stroheim)은 SNK에서 제작된 게임인 아랑전설의 등장인물이다.
아랑전설2, 아랑전설 스페셜, 아랑전설 3, 리얼바웃 아랑전설, 리얼바웃 아랑전설 스페셜, 리얼바웃 아랑전설 2, 더 킹 오브 파이터즈 96, 더 킹 오브 파이터즈 98UM등 SNK의 여러 게임에서 등장했다. 외주로는 드물고, 주로 아랑전설에서도 출현중.
볼프강 크라우저는 루돌프 크라우저의 차남으로 등장한다. 기스 하워드는 볼프강 크라우저의 이복형으로 루돌프 크라우저의 서자인 관계로 기스 하워드는 파문당했으며 이 때문에 루돌프 크라우저의 후계자는 볼프강 크라우저로 결정되었다. 취미로서 프로레슬링을 즐기는 볼프강 크라우저는 가문 대대로 내려오는 황금갑옷을 즐겨 입었다. 볼프강 크라우저는 테리 보가드의 아버지인 제프 보가드와 대결을 해서 제프 보가드를 쓰러뜨린 적이 있었으나 제프 보가드의 파워웨이브에 이마를 맞아 흉터가 생겼다. 기스 하워드가 죽었다는 거짓소문이 퍼지고 이를 믿고 빌리 칸을 부하로 받아준다.

## 볼프강 크라우저의 설정
볼프강 크라우저는 프로레슬러이면서 독일에서 공작의 작위를 받은 사람으로 묘사된다. 조상 대대로 독일 제국 황제를 최측근에서 모시며 호위하는 가문으로 황실 호위 용도의 비전(秘傳) 무술을 사용한다. 거대한 장풍인 카이저 웨이브는 그 비전 무술 중 으뜸인 초식이다.
볼프강 크라우저는 차남임에도 불구하고 적자인 관계로 형을 대신하여 아버지의 후계자가 되었으며 아버지의 성(城)을 그대로 물려받았다.

## 더 킹 오브 파이터즈에 등장하는 볼프강 크라우저
SNK에서 보스팀을 어떻게 설정할까 생각중에 더 킹 오브 파이터즈 96에서도 볼프강 크라우저가 등장한다. 아랑전설 2의 볼프강 크라우저를 모티브로 삼았으며, 그 성능은 아랑전설 스페셜의 크라우저와 비슷하다. 성능이 많이 죽은 기스 하워드나 미스터 빅과는 달리 그 성능을 그대로 유지한 채 등장했다. 다만 딜레이가 좀 크다. 그러나 긴 리치에도 불구하고 크기 면적이 너무 넓은터라, 공격을 받기 쉽다.
더 킹 오브 파이터즈 98 UM에서는 96을 베이스로 리얼 바웃 시리즈에서 사용하던 커맨드 잡기 및 반격기가 추가되었고, 통상기의 모션이 바뀌고 기술 성능 및 커맨드가 변경되는 등의 상당한 조정이 있었다. 그 결과 견제와 근접전, 심리전 및 판정싸움 등 어느 면에서도 뒤쳐지지 않는 최강급 캐릭터가 되어 KOF 98 UM의 밸런스에 저해되는 요소로 작용하고 만다. 잡기 캐릭터임에도 다양한 장풍을 갖고 있기 때문에 여러가지 방법으로 사용할 수 있는 강력한 캐릭터가 되었다.

## 논란
볼프강 크라우저와 루갈 번스타인의 외모가 너무나 흡사하였기 때문에 한 때 그 둘이 형제라는 설정까지 생겼다. 그러나 곧 이 설정은 취소되었다. SNK가 정식적으로 밝힌 설정인데 불구하고, 빨리 빼버렸다.

## 배경 음악
볼프강 크라우저의 배경음악은 모짜르트의 진혼곡 중 레퀴엠의 3번째 곡에 해당되는 Dies Irae이다.

## 볼프강 크라우저의 기술
- 브릿츠 볼 - 상단과 하단으로 분리해서 사용이 가능한 장풍으로 스트리트파이터의 사가트가 구사하는 장풍과 성능이 비슷하지만 브릿츠 볼은 불의 속성을 지니고 있다.
- 레그 토마호크 - 레슬링 기술인 토마호크를 사용하는 기술

약-강 조절에 따라 일반-스킬-스킬 콤보가 가능하다
- 피닉스 스루
- 데인저러스 스루
- 그리폰 어퍼
- 카이저 크로
- 언리미티드 데자이어 - 96에 더미 데이터로 남아있는 초 필살기로,넣으려고 했으나 시전 모션이 개그풍이라 안넣었다고...
- 카이저 웨이브 - 아랑전설 2에서 초필살기로 쓰던 기술. 커맨드가 초필살기라고 하기에는 너무나 간단한 ←↗+C였다가 KOF 시리즈로 넘어오면서 패왕상후권과 동일한 커맨드로 변경되었다.

98UM,02UM에서 루갈과의 이벤트 모션에 시전한다.
- 기간틱 사이클론

제자리에서 돌면서 소용돌이를 만드는 초 필살기

## 볼프강 크라우저의 부하
- 엑셀 호크
- 로렌스 블러드

1. ↑  하지만 카이저 웨이브는 루갈 번스타인에게 유출 당했다.